# Kindlovka
Kindlovka je zaniklá usedlost v Praze 8-Libni v místní části Holešovičky poblíž Pelc-Tyrolky.

## Historie
Není známo, kdy byla usedlost postavena, první zmínky o ní jsou až po roce 1840. Tato malá stavba přestavěná kolem roku 1860 se dostala na konci 19. století do vlastnictví Marie a Antonína Miňovských. Po 2. světové válce bylo na části jejího pozemku založeno zahradnictví.
Usedlost byla zbořena v 70. letech 20. století při výstavbě mimoúrovňové křižovatky na pravobřežní straně Mostu Barikádníků.